# Esquí de fons als Jocs Olímpics d'hivern de 2010 - esprint per equips masculí
Als Jocs Olímpics d'Hivern de 2010 celebrats a la ciutat de Vancouver (Canadà) es disputà una prova d'esquí de fons en categoria masculina en la modalitat d'esprint per equips, que unida a la resta de proves conformà el programa oficial dels Jocs.
Aquesta prova es disputà el 22 de febrer de 2010 a les instal·lacions esportives del Whistler Olympic Park. Hi participaren un total de 44 esquiadors de 22 comitès nacionals diferents.

## Resum de medalles
| Or                                         | Argent                                  | Bronze                                   |
| Noruega Øystein Pettersen · Petter Northug | Alemanya Tim Tscharnke · Axel Teichmann | Rússia Nikolay Morilov · Alexey Petukhov |

## Resultats

### Semifinals
Mànega 1
| Pos. | Dorsal | CON             | Nom                               | Temps        | Notes |
| ---- | ------ | --------------- | --------------------------------- | ------------ | ----- |
| 1    | 1      | Rússia          | Nikolay Morilov Alexey Petukhov   | 18:47.6      | Q     |
| 2    | 2      | Noruega         | Øystein Pettersen Petter Northug  | 18:48.5      | Q     |
| 3    | 5      | Alemanya        | Tim Tscharnke Axel Teichmann      | 18:48.9      | Q     |
| 4    | 4      | Canadà          | Devon Kershaw Alex Harvey         | 18:49.2      | q     |
| 5    | 6      | Finlàndia       | Lasse Paakkonen Ville Nousiainen  | 18:54.3      | q     |
| 6    | 7      | Polònia         | Maciej Kreczmer Janusz Krężelok   | 19:07.2      |       |
| 7    | 11     | Eslovàquia      | Ivan Bátory Michal Malak          | 19:07.5      |       |
| 8    | 3      | Estònia         | Anti Saarepuu Peeter Kümmel       | 19:27.6      |       |
| 9    | 9      | Lituània        | Modestas Vaičiulis Mantas Strolia | 19:43.1      |       |
| 10   | 8      | R.P. de la Xina | Sun Qinghai Xu Wenlong            | 19:43.6      |       |
| 11   | 10     | Regne Unit      | Andrew Musgrave Andrew Young      | no finalitzà |       |

Mànega 2
| Pos. | Dorsal | CON          | Nom                                  | Temps        | Notes |
| ---- | ------ | ------------ | ------------------------------------ | ------------ | ----- |
| 1    | 16     | Txèquia      | Dušan Kožíšek Martin Koukal          | 18:43.1      | Q     |
| 2    | 19     | França       | Vincent Vittoz Cyril Miranda         | 18:43.8      | Q     |
| 3    | 15     | Itàlia       | Cristian Zorzi Renato Pasini         | 18:43.9      | Q     |
| 4    | 13     | Estats Units | Torin Koos Andrew Newell             | 18:43.7      | q     |
| 5    | 17     | Kazakhstan   | Nikolay Chebotko Alexey Poltaranin   | 18:45.3      | q     |
| 6    | 12     | Suïssa       | Eligius Tambornino Dario Cologna     | 18:54.6      |       |
| 7    | 18     | Japó         | Nobu Naruse Yuichi Onda              | 18:54.8      |       |
| 8    | 14     | Suècia       | Marcus Hellner Teodor Peterson       | 19:06.5      |       |
| 9    | 22     | Romania      | Paul Constantin Pepene Petrica Hogiu | 19:09.2      |       |
| 10   | 20     | Austràlia    | Ben Sim Paul Murray                  | 19:57.0      |       |
| 11   | 21     | Belarús      | Sergei Dolidovich Leanid Karneyenka  | no finalitzà |       |

### Final
| Pos. | Dorsal | CON          | Nom                                | Temps   | Dif.  |
| ---- | ------ | ------------ | ---------------------------------- | ------- | ----- |
| 1    | 2      | Noruega      | Øystein Pettersen Petter Northug   | 19:01.0 | +0.0  |
| 2    | 5      | Alemanya     | Tim Tscharnke Axel Teichmann       | 19:02.3 | +1.3  |
| 3    | 1      | Rússia       | Nikolay Morilov Alexey Petukhov    | 19:02.5 | +1.5  |
| 4    | 4      | Canadà       | Devon Kershaw Alex Harvey          | 19:07.3 | +6.3  |
| 5    | 17     | Kazakhstan   | Nikolay Chebotko Alexey Poltaranin | 19:07.5 | +6.5  |
| 6    | 16     | Txèquia      | Dušan Kožíšek Martin Koukal        | 19:13.8 | +12.8 |
| 7    | 19     | França       | Vincent Vittoz Cyril Miranda       | 19:18.7 | +17.7 |
| 8    | 15     | Itàlia       | Cristian Zorzi Renato Pasini       | 19:21.1 | +20.1 |
| 9    | 13     | Estats Units | Torin Koos Andrew Newell           | 19:21.6 | +20.6 |
| 10   | 6      | Finlàndia    | Lasse Paakkonen Ville Nousiainen   | 19:50.8 | +49.8 |